# Neúplné zatmění
Neúplné zatmění é um filme de drama tchecoslovaco de 1983 dirigido e escrito por Jaromil Jireš e Daniela Fischerová. Foi selecionado como represente da Tchecoslováquia à edição do Oscar 1984, organizada pela Academia de Artes e Ciências Cinematográficas.

## Elenco
- Lucie Pátiková - Marta
- Oldřich Navrátil - Doktor Mos
- Blanka Bohdanová - Enfermeira
- Jana Brezinová - Mãe
- Gabriela Bestáková - irmã de Marta
- Simona Stašová
- Ludmila Vostrcilová